# Киевская духовная семинария
Ки́евская духо́вная семина́рия — высшее духовное учебное заведение Украинской православной церкви, готовящее священно- и церковнослужителей.

## История
Была учреждена в связи с изданием нового Устава духовных школ Русской православной церкви от 1808 года, предполагавшего трёхступенчатую систему обучения. Киево-Могилянская академия была преобразована согласно этому уставу в 1817—1819 годах. Киевская духовная семинария, оснащённая новым преподавательским корпусом преимущественно из выпускников Санкт-Петербургской духовной академии, начала свою работу 27 октября 1817 года.
28 сентября 1819 года семинария была переведена в здание, находившееся на берегу Днепра и бывшее известным под именем «бурсы». В 1832 года была вновь перемещена в здания бывшего доминиканского, затем греческого Петропавловского монастыря.
В годы гражданской войны семинария прекратила своё существование.
В 1945 году Совет Министров СССР дал своё согласие на открытие в Киеве пастырско-богословских курсов. В 1946 году начался процесс преобразования курсов в духовные семинарии, и Киевская духовная семинария была торжественно открыта 18 февраля 1947 года.
Первоначально Киевская семинария располагалась в Михайловском монастыре. В 1949 году эта обитель была закрыта, и духовная школа вынуждена была переселиться в стилобат Андреевской церкви — место, мало подходящее для учебного заведения.
В 1959 году республиканские органы власти начали негласную подготовку к закрытию Киевской семинарии. 4 мая 1960 года на встрече с патриархом Алексием председатель Совета по делам Русской Православной Церкви В. А. Куроедов потребовал ликвидировать Киевскую семинарию. Патриарх был вынужден пойти на это и 8 июня того же года Учебный комитет при Священном Синоде принял решение о закрытии семинарии. Студенты были переведены в Одесскую духовную семинарию.
В 1989 году было получено разрешение властей на возрождение Киевской духовной семинарии. Первоначально семинария разместилась в 53-м корпусе Лавры.
Весной 1990 года в распоряжение Церкви было передано несколько корпусов бывшего Гостиного двора Лавры, в том числе 63 и 64, которые решено было использовать для нужд семинарии.
В 1992 году было решено возобновить и академию, после чего семинария во многих вопросах оказалась сдвоенной с высшим учебным учреждением. У них был общий ректор, общий храм, общий актовый день, и т. д.
В 2007—2008 учебном году была начата реформа образовательной системы, согласно которой срок обучения в семинарии был увеличен до пяти лет. В рамках проведения реформы в семинарии был повышен уровень преподавания древних и новых языков, а также введены новые учебные дисциплины.

## Ректоры
- архимандрит Моисей (Богданов-Платонов-Антипов) (1817—1819)
- архимандрит Смарагд (Крыжановский) (1825 — 8 мая 1828), до 1826 и. о.
- архимандрит Иустин (Михайлов) (8 мая 1828—1834)
- Иеремия (Соловьёв) (6 июня 1834—1839)
- архимандрит Евсевий (Ильинский) (27 сентября 1839—1844)
- архимандритАнтоний (Амфитеатров) (12 марта 1845 — ?)
- Нектарий (Надеждин) (20 февраля 1851—1856)
- архимандрит Петр (Троицкий) (8 января 1857—1858)
- Феоктист (Попов) (1858) и. о.
- архимандрит Иоанникий (Руднев) (6 октября 1858—1859)
- Филарет (Филаретов) (4 декабря 1859—1860)
- Феоктист (Попов) (6 октября 1860—1869)
- архимандрит Виталий (Иосифов) (31 декабря 1875 — 20 февраля 1883)
- архимандрит Ириней (Орда) (1883—1888)
- архимандрит Борис (Плотников) (1888—1892)
- архимандрит Петр (Другов) (23 апреля 1892—1893)
- Иоанникий (Ефремов) (1893—1899)
- Василий (Царевский) (5 декабря 1899—1900)
- Константин (Булычев) (1900—1901)
- Феодосий (Олтаржевский) (1901—1903)
- Амвросий (Полянский) (1906—1918)
- Платон (Петров) (1918—1920)
- протоиерей Сергий Афонский (1947—1949)
- протоиерей Борис Шулькевич (1949 — 16 августа 1951)
- протоиерей Николай Концевич (11 сентября 1954 — 24 июня 1957)
- архимандрит Иоанн (Вендланд) (1957—1958)
- Филарет (Денисенко) (12 июля 1958—1960)
- протоиерей Петр Влодек (13 сентября 1989—1991)
- архимандрит Даниил (Чокалюк) (24 декабря 1991 — сентябрь 1992)
- протоиерей Александр Кубелиус (1992), и. о.
- протоиерей Николай Забуга (1992 — 31 мая 2007)
- митрополит Антоний (Паканич) (31 мая 2007 — 21 декабря 2017)
- архиепископ Сильвестр (Стойчев) (с 21 декабря 2017)